# Herzliya
Herzliya, ook wel gespeld als Herzliyya of Herzelia (Hebreeuws: הרצליה), is een kuststad in Israël en een onderdeel van de agglomeratie van Tel Aviv. De stad, met in 2022 ongeveer 105.000 inwoners, ligt in Israëls centrale kuststrook, in het zuidwesten van de Sharonstreek en net ten noorden van Tel Aviv.
De centrale en noordelijke kustwijken van Herzliya aan de Middellandse Zee heten Herzliya Pituach. Hier vindt men een reeks populaire hotels met uitzicht op de zee en exclusieve woningen voor de lokale bevolking, waaronder de woningen van de ambassadeur van de Verenigde Staten en Nederland. De zuidelijke kustwijken heten Poleg, met erbij een gelijknamig duinnatuurgebied en strand. Langs vrijwel de gehele kuststreek van de Sharonstreek, dus ook die van Herzliya, ligt een rots onttrokken uit harde zandsteen. Hierdoor kan men van op de rots gelegen promenades, hotels en huizen ver over zee zien, zonder dat de rust wordt verstoord door het laag liggende strand.
Herzliya is in 1924 in het Mandaatgebied Palestina gesticht door zeven pioniersfamilies. De stad Herzliya is naar Theodor Herzl genoemd, de vader van het moderne zionisme.
Aanvankelijk wilde men de naam Herzliya voor de stad Tel Aviv gebruiken, aangezien deze in 1909 kort na de dood van de zionistische leider (1904) werd opgericht. Uit vrees voor de Ottomaanse (Turkse) reactie zag men daar uiteindelijk van af.

## Klimaat
| Maand                  | jan  | feb  | mrt  | apr  | mei  | jun  | jul  | aug  | sep  | okt  | nov  | dec  | Jaar |
| ---------------------- | ---- | ---- | ---- | ---- | ---- | ---- | ---- | ---- | ---- | ---- | ---- | ---- | ---- |
| Gemiddeld maximum (°C) | 16,5 | 16,7 | 18,2 | 22,8 | 24,9 | 27,5 | 29,4 | 30,2 | 28,4 | 25,3 | 22,4 | 18,2 | 23,4 |
| Gemiddeld minimum (°C) | 8,6  | 8,8  | 10,5 | 14,4 | 17,3 | 20,6 | 23,0 | 23,7 | 22,5 | 18,1 | 14,6 | 10,2 | 16,0 |
|                        |      |      |      |      |      |      |      |      |      |      |      |      |      |
| Neerslag (mm)          | 151  | 115  | 81   | 22   | 4    | 0    | 0    | 0    | 1    | 46   | 120  | 133  | 673  |
| Bron: WeerOpReis.com   |      |      |      |      |      |      |      |      |      |      |      |      |      |

## Geboren
- Meir Har-Zion (1934-2014), commando
- Yigal Amir (1970), moordenaar van premier Yitzchak Rabin
- Tal Flicker (1992), judoka

## Overleden
- Rosa Boekdrukker (1908-1982), Duits-Nederlandse verzetsstrijder
- Bloeme Evers-Emden (1926–2016), ontwikkelingspsycholoog
- Mimi Reinhardt (1915–2022), tijdens de Tweede Wereldoorlog secretaresse van Oskar Schindler

## Partnersteden
- Banská Bystrica (Slowakije), sinds 1995
- Leipzig (Duitsland), sinds 2010